# Contea autonoma li di Changjiang
La contea autonoma li di Changjiang (昌江黎族自治县S, Chāngjiāng Lízú ZìzhìxiànP) è una contea della Cina, situata nella provincia di Hainan.